# Propithex
Propithex is een geslacht van vlinders van de familie spanners (Geometridae), uit de onderfamilie Larentiinae.

## Soorten
- P. alternata Warren, 1899
- P. glaucisparsa Prout, 1932
- P. tristriata Warren, 1906